# Castagnole Piemonte
 Castagnole Piemonte  (piemonti nyelven  Castagnòle) egy község Olaszországban, Torino megyében.

## Elhelyezkedése

Castagnole Piemonte község Torino megye térképén

A vele határos települések: Carignano, Cercenasco, None, Osasio, Piobesi Torinese, Scalenghe és  Virle Piemonte. 
.